# Plural mayestático

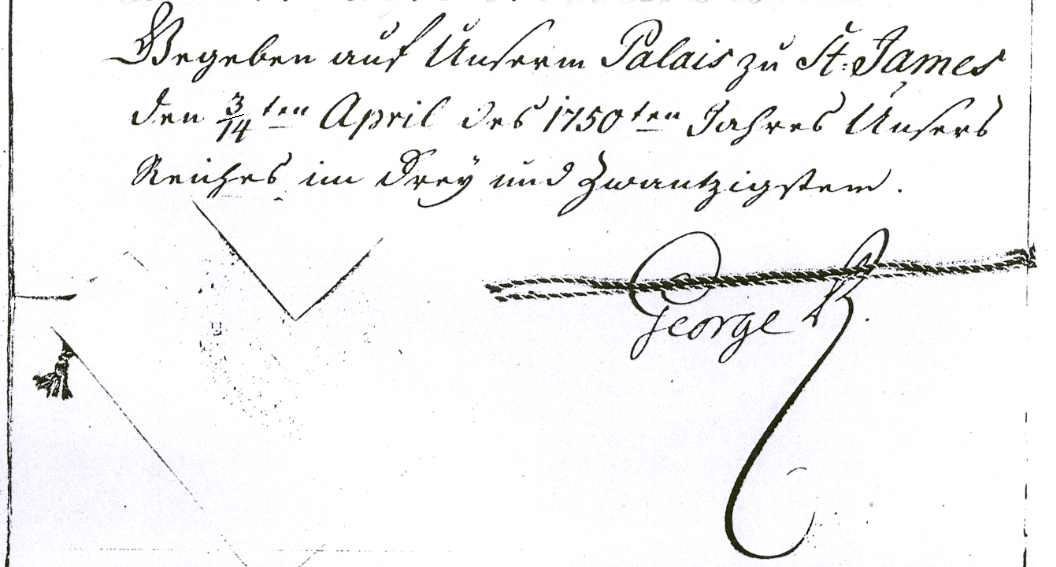
Documento de 1750 firmado por Jorge II de Gran Bretaña, con el plural mayestático en alemán: Gegeben auf Unserm Palais zu St. James den 3/14ten April des 1750ten Jahres Unsers Reiches im Dreÿ und Zwantzigstem. George R ("Emitido en Nuestro Palacio de St. James, el 3/14 de abril del año 1750, en el vigésimo tercero de Nuestro Reinado. Jorge R").

En la lengua hablada, o en la escrita, el plural mayestático (del latín pluralis maiestaticus, pluralis maiestatis ‘plural de majestad’) consiste en referirse a uno mismo o unos mismos, sea hablante o escritor, mediante uso de la primera persona del plural y usando el pronombre nos, en sustitución de yo.
Este uso estaba difundido extensamente en la Antigua Roma y ha perdurado en la tradición de muchos países como expresión formal. En especial han sido los reyes y papas (de aquí el nombre de mayestático, perteneciente o relativo a la majestad) quienes han usado esta modalidad expresiva, en tanto que se le vincula con la «imagen» de la institución. También se ha usado en las monarquías otomana e inglesa. Su uso más común es para dar a entender excelencia, poder o dignidad de la persona que habla o escribe.

## Plural mayestático (real)
Inicialmente todos los monarcas medievales se presentaban y dirigían sus grandes documentos en singular («Yo, Alfonso, rey de... he decidido que...»). A partir de la segunda mitad del siglo XII, cada vez fueron más frecuentes las correspondencias y los documentos en los que el rey se expresaba en plural (hemos decidido otorgarle a...), lo cual se estima que pudo haber surgido como imitación de la manera estilada de los altos jerarcas de la Iglesia, pues los papas utilizaban el plural mayestático.
Enrique II de Inglaterra y Bela III de Hungría, precedidos y sucedidos por otros monarcas europeos, en sus reinos fueron los primeros que se expresaron en plural en sus documentos y correspondencias.
A finales del siglo XIII y comienzos del XIV surgió un nuevo estilo: no solamente el monarca utilizaba el plural mayestático, sino que iniciaba sus documentos con «Nos, Carolus,...» (latín) [«Nos, Carlos,...»], tradición que continuó hasta muy entrada la Edad Moderna.

## Plural de modestia y de autoría
Debe diferenciarse el uso del plural mayestático del uso del plural de modestia (pluralis modestiae) y del plural de autoría (pluralis auctoris), por cuanto se utiliza para incluir al hablante, que lo utiliza, dentro de un grupo hipotético al cual se le atribuye de forma conjunta la idea que expone tal hablante. Estas otras formas de plural se usan con el fin de incluir a lectores u oyentes. Este último tipo de plural es el usado comúnmente en los libros sobre matemáticas e imitado en otros libros científicos. Por ejemplo:
«¡Calculemos!». — Leibniz
«Esto nos lleva, por tanto, también a una definición de “tiempo” en física». — Einstein
«Decíamos ayer...». — Atribuida a Fray Luis de León.

## Usos actuales
- Cuando habla el papa. Por ejemplo:

La circunstancia que motiva esta grata audiencia de hoy es ya, por sí misma, como lo adivináis, muy emotiva para Nos. Nuestro octogésimo aniversario, y al mismo tiempo el tercero de nuestro pontificado: ¡qué invitación para hacer subir al Todopoderoso nuestras acciones de gracias!
Juan XXIII

No corresponden a plural mayestático en su sentido tradicional cuando se utiliza más parecido a un plural de modestia, para incluir a otros en un logro, como en el caso de los deportistas:
Jugador de fútbol comentando el gol de penal que él mismo marcó con el que se ganó el partido: «Ha sido una gran alegría. Con este gol de penalti que hemos metido pasaremos a la final». Se trataría de un plural de modestia pues, aunque el gol de penalti lo ha marcado él de forma individual, comparte el éxito con el resto del equipo. 
- Su uso es frecuente en las declaraciones de los deportistas que trabajan en equipo, o que dependen de uno. Como es el caso de los futbolistas, en las ruedas de prensa, o los pilotos de Fórmula 1.
- Dentro del plural de modestia, otra posible acepción es la de transmitir un trato familiar o cordial, siempre en frases cortas y dentro del lenguaje coloquial. Ejemplo: Cuando a alguien le preguntan qué tal está y responde: «Pues aquí andamos; estamos bien, gracias». En este caso podemos ver como la persona que habla se refiere a él y a los receptores con la palabra «andamos» o «estamos».

No obstante en los casos que se busca dar impresión de grandiosidad, el uso de nosotros es del tipo de plural mayestático:
- En la actualidad se usa bastante dentro de la clase política, tanto en las grandes figuras de estado como en los portavoces de un estado. Es una manera de compartir responsabilidades a la hora de tomar ciertas decisiones proyectadas por un reducido grupo de personas, o bien para dar la impresión de que las ideas propuestas son compartidas por los demás ciudadanos.

Ministro de un Gobierno explicando una reforma que él mismo acaba de anunciar: «Tal y como hemos dicho, creemos que así conseguiremos una reducción del paro juvenil»; realmente es él quien lo ha dicho ya que lo acaba de anunciar en persona.
- También se usa en las exposiciones que llevan a cabo los grandes empresarios cuando se dirigen a una audiencia de accionistas, a la hora de presentar los resultados o evolución de la compañía que representan.

Presidente del Consejo Directivo de una empresa en una exposición en la que habla él solo: «Estamos diciendo que las acciones se revalorizarán cuando abramos la nueva planta de producción»; él es quien en realidad lo está diciendo en ese momento.
- No escasean los casos en los que su uso persigue objetivos humorísticos.